# 鄧昭祺
鄧昭祺（英語：Charles Tang，1948年—），香港出生，中文學者。現任香港珠海學院副校長（學術）暨文學與社會科學院院長。

## 背景
鄧昭祺早年就讀聖保羅男女中學附屬小學（1960年小六上午校（與前歌手關正傑及法官李國能為同屆同學）和聖保羅男女中學（與關正傑、聖傑靈女子中學前校長龐得玲及已故全國政協委員劉迺強為同屆同學、1965年中五兼1967年中七畢業生）。他曾經是執業醫生，於香港大學醫學院取得内外全科醫學士後，曾自設醫務所，但由於對中文有濃厚興趣，業餘於香港大學文學院修讀中文，先後獲取榮譽文學士、哲學碩士及哲學博士學位，並放棄行醫，改為全職專注於中文教學和研究工作。
他曾任教於香港樹仁學院（今樹仁大學）、澳門東亞大學、亞洲國際公開大學、新加坡國立大學，其後任教於香港大學中文學院、明德學院。他不時參與電視節目，如2009年於無綫電視正字遊戲節目《正識第一》任專家評判，以及為2012年香港電台電視部中文教學節目《正斗中文》擔任節目顧問等。他亦曾擔任香港學校朗誦節及青年文學獎評判，以及香港藝術發展局審批員。
鄧昭祺著作有《元遺山論詩絕句箋證》等，他亦擔任《文學論衡》及《東方文化》雜誌編輯。

## 著作
- 《元遺山論詩絕句箋證》當代文藝出版社，1993年 ISBN 9622780946
- 《詞語診所》

## 譯著
- 《陶朱公商訓十二則——古代智慧與現代管理》(The Inspirations of Tao Zhu-Gong) Pearson Education Asia Pte Ltd., 2002 ISBN 9789814088053

## 資料來源
1. ↑  . 東周刊. 2015-02-25  [2019-10-31]. （原始内容存档于2015-04-24）.
2. ↑  鄧劍津訃聞. 華僑日報. 1982-09-26. 第二張第二頁
3. 1 2  . 華僑日報. 1961-01-21: 14  [2022-04-20]. （原始内容存档于2022-08-23）.
4. ↑  . 華僑日報. 1965-08-04: 19  [2021-11-16]. （原始内容存档于2022-08-23）.
5. ↑  . 華僑日報. 1968-01-20: 11  [2022-03-07]. （原始内容存档于2022-08-23）.
6. ↑  霎時感動 - 每集內容 （页面存档备份，存于） tvb.com, 2011年3月2日
7. ↑  教師簡歷 香港大學中文系 的存檔，存档日期2011-07-11.
8. ↑  .   [2011-03-03]. （原始内容存档于2009-07-16）.
9. ↑  第八屆香港文學節 的存檔，存档日期2010-06-19.
10. ↑  . 明報.   [2018-02-19]. （原始内容存档于2018-02-19）.
11. ↑  鄧昭祺教授[永久] 香港城市大學 中國文化中心